# Pierre van der Linden

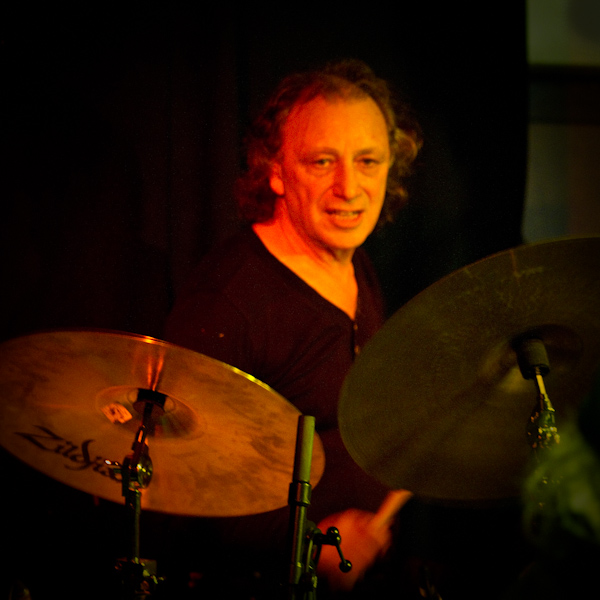
Pierre van der Linden 2012

Pierre van der Linden (* 19. Februar 1946 in Amsterdam) ist ein niederländischer Jazz-Schlagzeuger.

## Leben und Wirken
Van der Linden ist als Schlagzeuger durch Max Roach, Sunny Murray und besonders Elvin Jones beeinflusst. In den sechziger Jahren arbeitete er mit dem Gitarristen Jan Akkerman in Bands wie Friendship Quartet, Johnny and the Cellar Rockers, The Hunters und Brainbox (u. a. auch mit Kaz Lux) zusammen, aber auch in anderen holländischen Bands wie After Tea, Tee Set und ZZ and the Maskers. Ab 1970 war er Mitglied der Gruppe Focus, einer progressiven Rock-Band mit internationalem Erfolg. Bekannt wurde er unter anderem durch sein Schlagzeugsolo in Hocus Pocus. Nach Auseinandersetzungen über die kommerzielle Ausrichtung von Focus in Richtung Mainstream verließ van der Linden die Band 1973.
Er wurde Mitglied der holländischen Gruppe Trace um den  Keyboarder Rick van der Linden und den Bassisten Jaap van Eyck. Pierre und Rick tragen zwar denselben Nachnamen, sind jedoch nicht miteinander verwandt.
Nachdem sein Nachfolger Colin Allen Focus verlassen hatte, kam er 1975 für kurze Zeit in die Band zurück. Er nahm mit Jan Akkerman das Solo-Album Eli im Jahr 1976 auf sowie Akkermans Song Floatin'  (1977). Mit Jasper van’t Hof und der Band Sweet d'Buster nahm er 1980 das Album Out of the Blue auf. In den Neunzigern wandte er sich mit Wilbert de Joode und Rinus Groeneveld der freien Improvisation zu und spielte Acid Jazz bei Advanced Warning. Seit 2004 spielt van der Linden wieder mit dem Organisten und Flötisten Thijs van Leer bei Focus.